# Nanook
Nanook (grönländisch nanoq/nanu „Eisbär“) ist eine grönländische Musikband.

## Geschichte
Die Band wurde von den beiden Brüdern Christian und Frederik Elsner aus Nanortalik gegründet, deren Eltern Ejvind und Marianne das Musiklabel Atlantic Music betreiben, das Grönlands größtes Label ist. Frederik ist nebenbei noch einer der erfolgreichsten Badmintonspieler des Landes. Erstmals in Erscheinung traten die beiden Brüder 2005, als sie den gleichnamigen Soundtrack für Christians Kurzfilm Inuup Tarraa („Menschenschatten“) schrieben. Der Film wurde 2007 beim Toronto Worldwide Short Film Festival gezeigt. Im Folgejahr gaben sie ihr erstes Konzert beim Atlantic Music Festival in Nuuk, wobei Ib Uldum und Martin Zinck von der Band Disko Democratic Republic sich ihnen anschlossen.
2009 veröffentlichten die vier ihr Debütalbum Seqinitta Qinngorpaatit („Unsere Sonne scheint auf dich“), das im Sommer in Dänemark mit dem Musikproduzenten Mik S. Christensen aufgenommen wurde, wobei Mads Røn Bandmitglied wurde. 2010 wurde die Band mit einem Koda Award für ihr Album ausgezeichnet, das kurz darauf in Grönland mit 5000 verkauften Platten Goldstatus erreichte. 2011 wurde der Film Qaqqat alanngui („Schattenseiten des Berges“) unter der Regie von Malik Kleist gedreht, der zwei Lieder von Nanook enthielt: Neben Seqinitta Qinngorpaatit auch Ingerlaliinnaleqaagut („Wir fangen einfach an loszugehen“).
Im selben Jahr veröffentlichte die Band ihr zweites Album Ai Ai, das innerhalb von einem halben Jahr Silberstatus erhielt. Daraufhin verließen Uldum und Zinck die Band, woraufhin Hans Rosenberg und Andreas Otte Mitglieder der Band wurden. 2012 veröffentlichte die Band das Lied Nilliasa („Lass uns schreien“), das zu einer Antikindesmissbrauchskampagne gehörte.
2013 erfolgte die Veröffentlichung eines dritten Albums Nanook, das bei Mermaid Records in Dänemark veröffentlicht wurde und das neuaufbereitete frühere Lieder enthielt. Zeitgleich wurde ein eigenes Konzert der Band als Film und dazu eine Dokumentation veröffentlicht.
Bereits ein Jahr später wurde mit Pissaaneqaqisut („Die sehr Starken“) ein weiteres Album veröffentlicht, diesmal wieder beim Familienlabel. Schlagzeuger Hans Rosenberg wurde hier durch Kim Heilmann abgelöst. Auch für dieses Album wurde Nanook 2015 wieder mit einem Koda Award ausgezeichnet. 2015 verließ Kim Heilmann die Band wieder und Martin Zinck kam zurück.
2016 wurde die Band die erste Grönlands, die ein Album in Japan veröffentlichte. Ai enthielt verschiedene Singles aus vorherigen Alben und ein neues Lied mit japanischer Übersetzung.
2018 veröffentlichte die Band nach einer Island-Tournee ihr viertes Album Ataasiusutut Misigissuseq („Das Gefühl eins zu sein“), für das sie erneut Gold erhielten.
2020 erschien das Album Ilissinnut („Für euch“), wobei versprochen wurde, ein Drittel der Einnahmen an eine grönländische Kinderorganisation zu spenden.
Die Band ist bereits in Grönland, Dänemark, Island, Norwegen, Finnland, auf den Färöern, in den Vereinigten Staaten, Kanada und Japan aufgetreten und hat bis etwa 2016 15000 Tonträger verkauft.

## Diskografie
Alben
- 2009: Seqinitta Qinngorpaatit
- 2011: Ai Ai
- 2013: Nanook
- 2014: Pissaaneqaqisut
- 2016: Ai (The Best of Nanook)
- 2018: Ataasiusutut Misigissuseq
- 2020: Ilissinnut